# Гогошу (комуна, Мехедінць)
Гогошу (рум. Gogoșu) — комуна у повіті Мехедінць в Румунії. До складу комуни входять такі села (дані про населення за 2002 рік):
- Балта-Верде (1314 осіб)
- Буріла-Міке (990 осіб)
- Гогошу (1205 осіб)
- Острову-Маре (1909 осіб)

Комуна розташована на відстані 278 км на захід від Бухареста, 29 км на південь від Дробета-Турну-Северина, 97 км на захід від Крайови.

## Населення
За даними перепису населення 2002 року у комуні проживали 5418 осіб.
Національний склад населення комуни:
| Національність | Кількість осіб | Відсоток |
| -------------- | -------------- | -------- |
| румуни         | 5003           | 92,3%    |
| цигани         | 405            | 7,5%     |
| угорці         | 3              | 0,1%     |
| німці          | 3              | 0,1%     |
| серби          | 3              | 0,1%     |
| українці       | 1              | < 0,1%   |

Рідною мовою назвали:
| Мова       | Кількість осіб | Відсоток |
| ---------- | -------------- | -------- |
| румунська  | 5094           | 94,0%    |
| циганська  | 317            | 5,9%     |
| угорська   | 3              | 0,1%     |
| сербська   | 2              | < 0,1%   |
| українська | 1              | < 0,1%   |
| німецька   | 1              | < 0,1%   |

Склад населення комуни за віросповіданням:
| Релігія                                       | Кількість осіб | Відсоток |
| --------------------------------------------- | -------------- | -------- |
| православні                                   | 5350           | 98,7%    |
| п'ятдесятники                                 | 40             | 0,7%     |
| римо-католики                                 | 13             | 0,2%     |
| баптисти                                      | 7              | 0,1%     |
| адвентисти                                    | 3              | 0,1%     |
| греко-католики                                | 2              | < 0,1%   |
| лютерани (Синодально-пресвітеріанська церква) | 2              | < 0,1%   |
| не вказали релігію                            | 1              | < 0,1%   |

## Зовнішні посилання
- Дані про комуну Гогошу на сайті Ghidul Primăriilor [Архівовано 5 лютого 2013 у Wayback Machine.]